# Příčina
Příčina (Duits: Fleißgrund) is een Tsjechische gemeente in de regio Midden-Bohemen en maakt deel uit van het district Rakovník. Het dorp ligt op 6 km afstand van de stad Rakovník.
Příčina telt 203 inwoners.

## Geografie
De gemeente Příčina bestaat uit de volgende plaatsen:
- Příčina;
- Divín.

## Etymologie
Volgens taalkundige Antonín Profous was de oorspronkelijke Oud-Tsjechische vorm van de naam Přiečna, d.w.z. dwars (op een berg), en werd daarmee verwezen naar de stijgende heuvel waarop het dorp gelegen is. Later kreeg de naam, net als diverse andere plaatsnamen, het achtervoegsel -ina.

## Geschiedenis
De eerste schriftelijke vermelding van het dorp (Przeczna) dateert van 1357.
Sinds 2003 is Příčina een zelfstandige gemeente binnen het Rakovníkdistrict.

## Verkeer en vervoer

### Autowegen
De weg II/229 loopt door de gemeente en verbindt Příčina met Rakovník en Kralovice.

### Spoorlijnen
Příčina ligt aan spoorlijn 162 Rakovník - Kralovice - Mladotice. De lijn is een enkelsporige regionale lijn waarop het vervoer in 1899 begon. Het station (eigenlijk spoorweghalte) van Příčina is ergens na 2018 gesloten, maar het station van Lubná is nog geopend en ligt in de buurt.

### Buslijnen
Lijn 404, 570 en 571 halteren aan de rand van het dorp. Lijn 404 verbinden Příčina met Praag; lijn 570 en 571 verbinden Příčina met Rakovník.

## Galerij

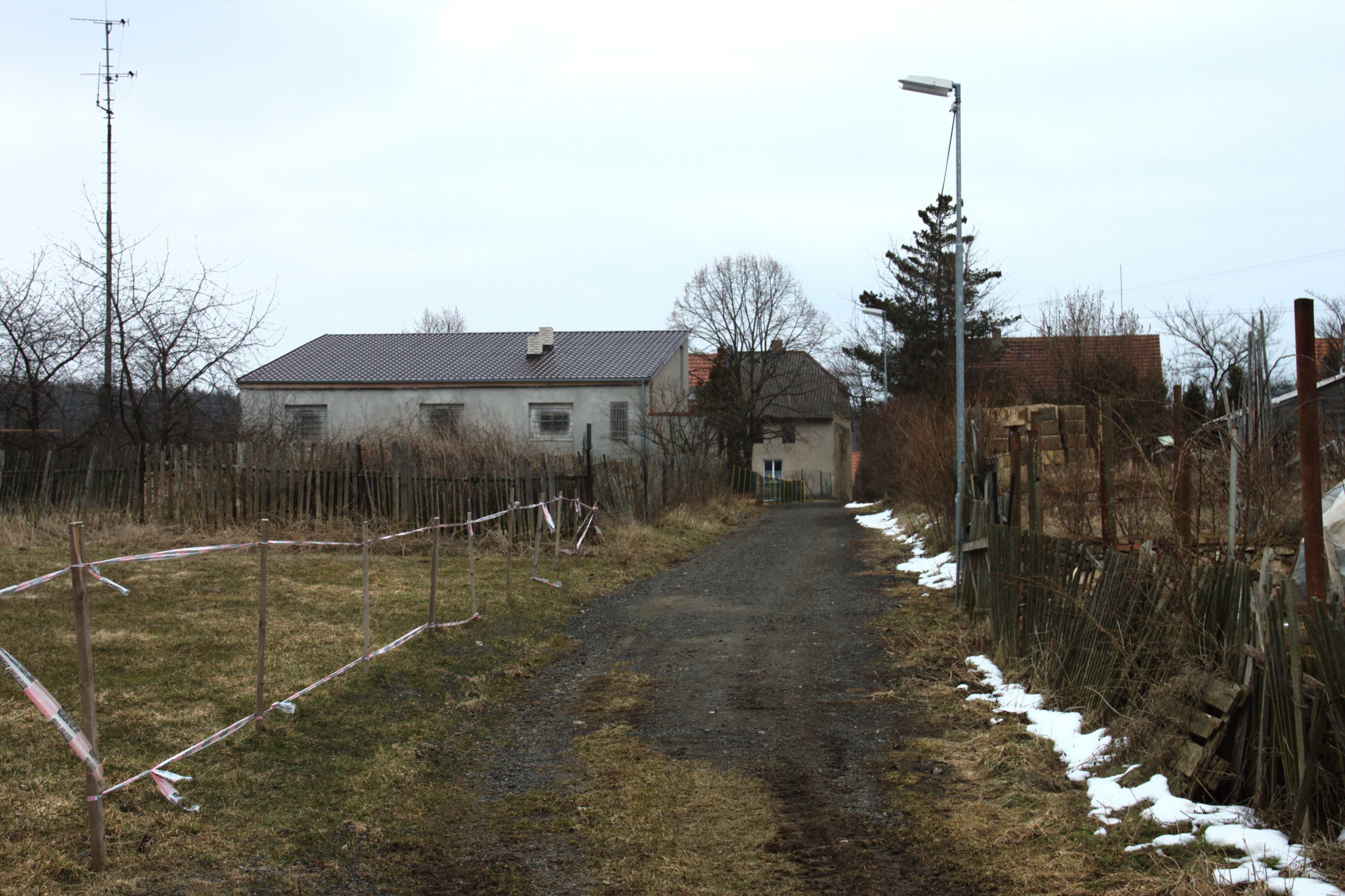
Landweggetje in Příčina
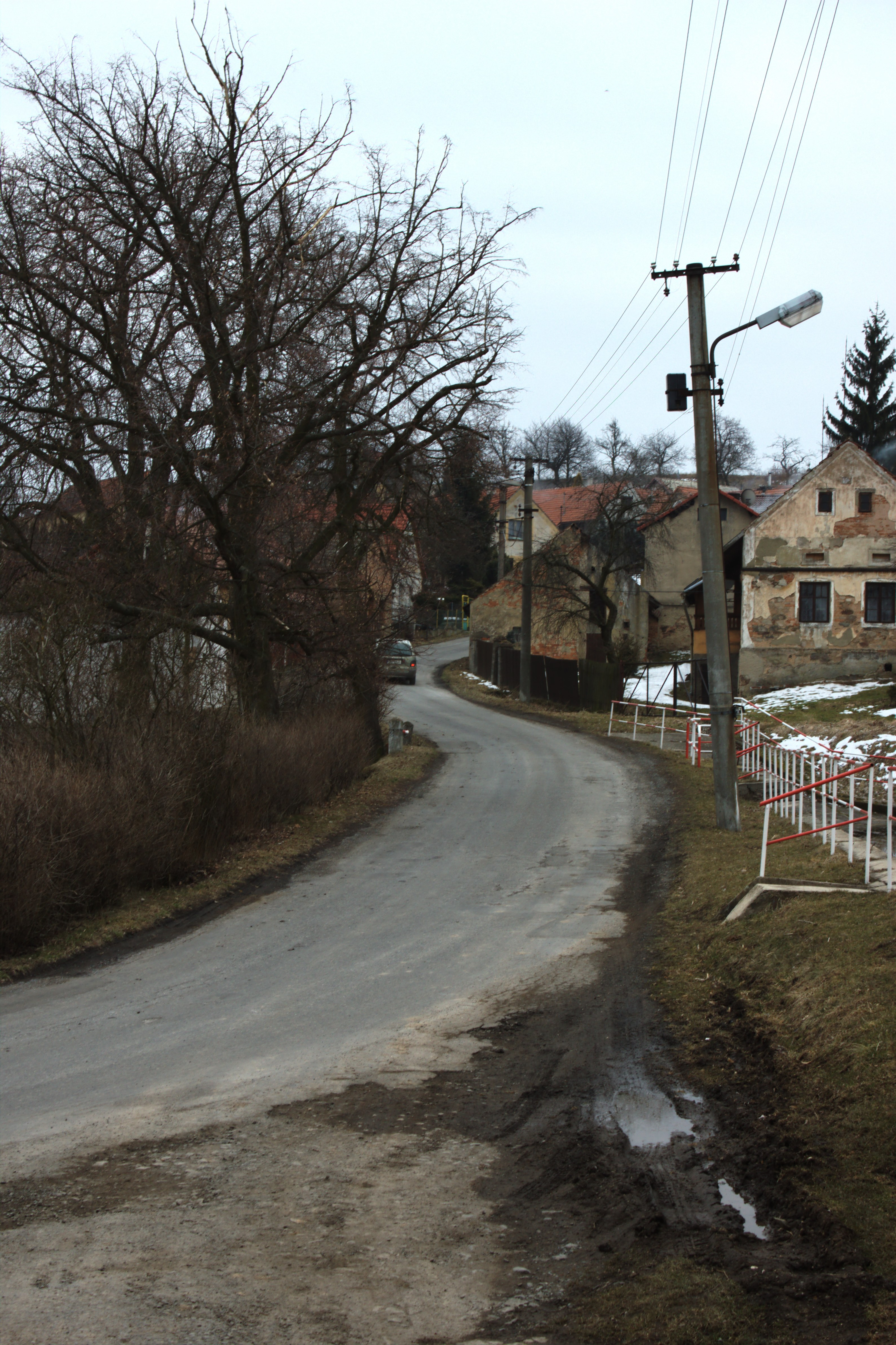
Weg door het dorp
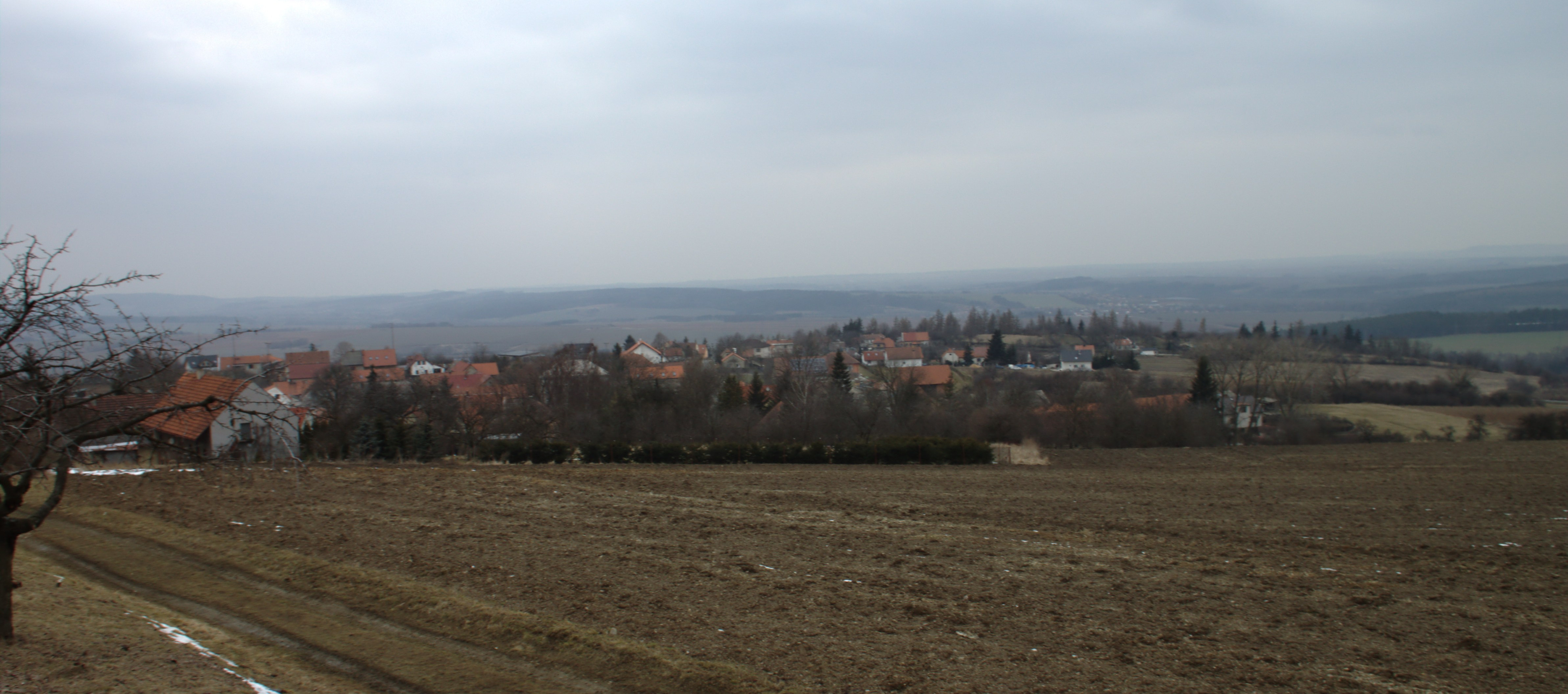
Blik op Příčina
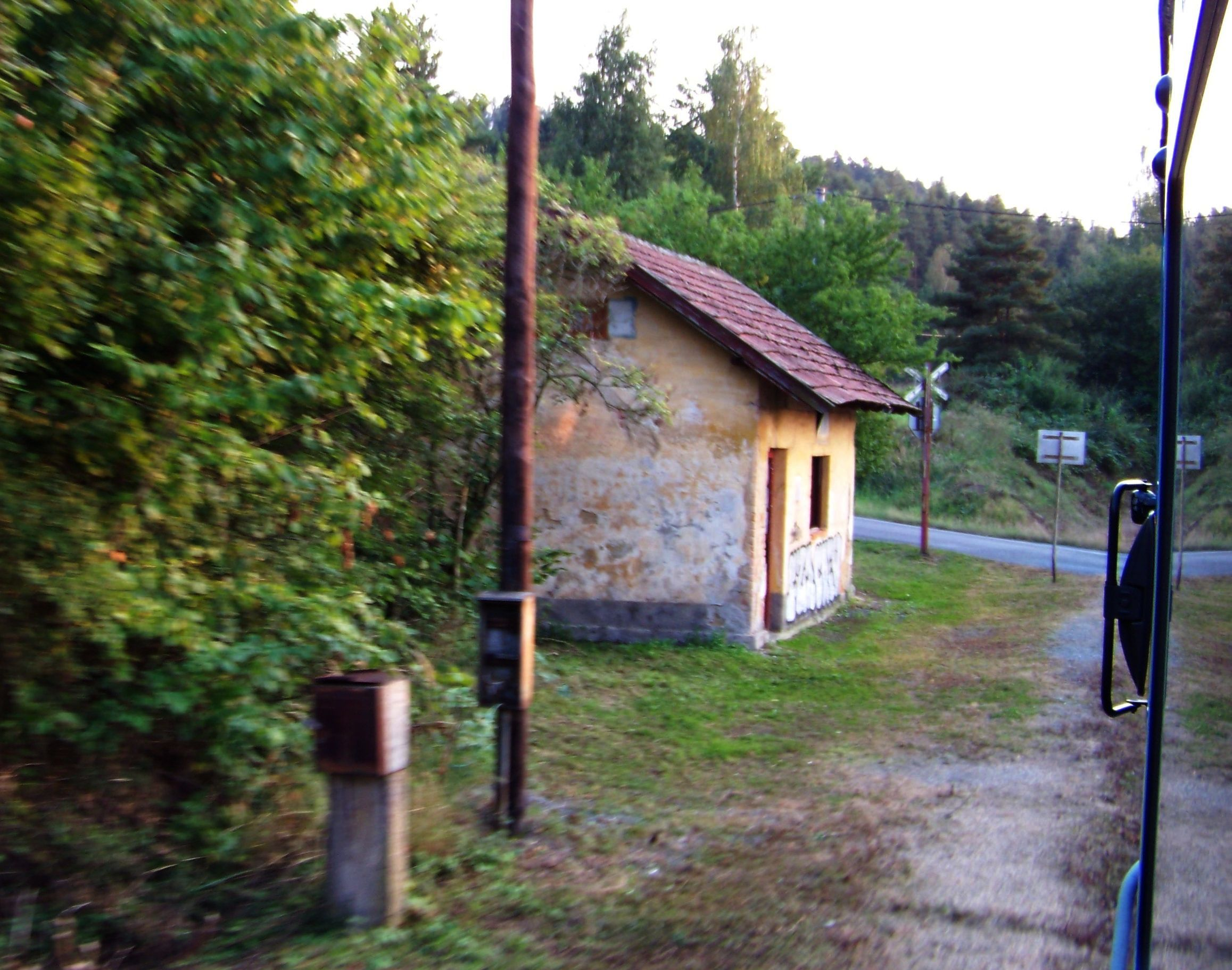
Voormalige spoorweghalte